# Asintmah Corona
L'Asintmah Corona è una struttura geologica della superficie di Venere.